# Closterium ehrenbergii
Closterium ehrenbergii  là một loài Song tinh tảo trong họ Desmidiaceae, thuộc chi Closterium.